# Reuschel & Co.

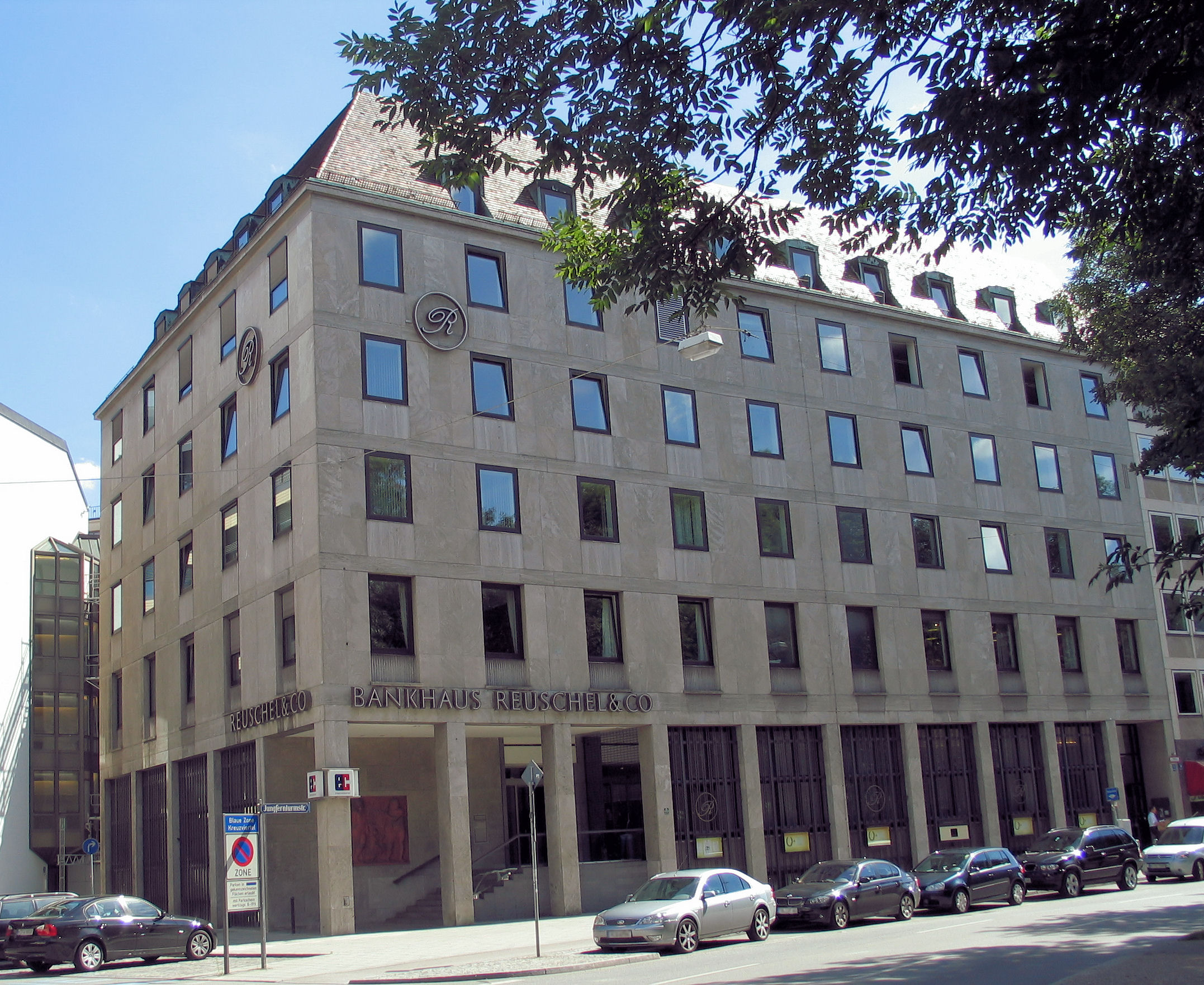
Die ehemalige Zentrale am Maximiliansplatz

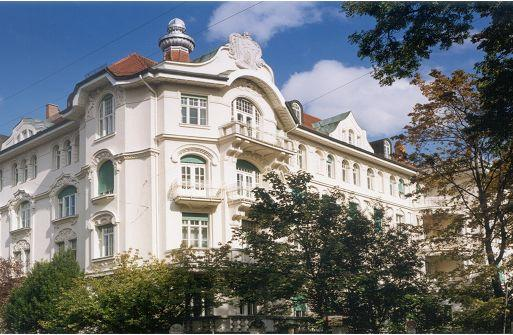
Die Jugendstilvilla in Schwabing

Die Reuschel & Co. Kommanditgesellschaft war eine deutsche Privatbank mit Sitz in München. Sie ging zum 13. Oktober 2010 im Bankhaus Donner & Reuschel auf. Private & Business Banking, Wealth Management und die individuelle Betreuung mittelständischer Unternehmen, institutioneller Anleger und nicht zuletzt auch von Stiftungen bildeten die Kerngeschäftsfelder des Hauses. Der Business Identifier Code lautete REUC DE MM XXX, die Bankleitzahl lautete 700 303 00.

## Geschichte

### 1940er
1947 traten Eugen Neuvians und Wilhelm Reuschel in das damals weitgehend ruhende Bankhaus Witzig & Co. ein, das kurz darauf in Neuvians, Reuschel & Co. Kommanditgesellschaft umbenannt wurde. Noch im selben Jahr wurde unter diesem Namen am Maximiliansplatz 19 der erste Schalter eröffnet.
Nach der Währungsreform 1948 sah sich der Bankenmarkt einer stürmischen Entwicklung gegenübergestellt. Für Neuvians, Reuschel & Co. Kommanditgesellschaft äußerte sich das in einem rasanten Anstieg der Bilanzsumme sowie bei der Anzahl der Kunden. Im gleichen Jahr wurde die WKV-Bank München als Tochtergesellschaft gegründet.

### 1950er
Otto Schniewind trat 1952 als persönlich haftender Gesellschafter (phG) in das Bankhaus ein. Ende des Jahres wurde er zum königlich schwedischen Generalkonsul ernannt. Gleichzeitig wurde Eugen Neuvians zum königlich schwedischen Vizekonsul berufen.
Unter dem Aspekt einer in naher Zukunft angestrebten Expansion wurden  die Ruinengrundstücke Maximiliansplatz 13 und 14 erworben. Der neue Hauptsitz am Maximiliansplatz 13 und 14 wurde am 15. August 1955 eingeweiht.
Das steigende Interesse deutscher Anlegerkreise für  das neu aufkommende Investmentsparen führte 1956 zu einer Beteiligung des Bankhauses an der neu gegründeten Union-Investment-Gesellschaft mbH, Frankfurt am Main.
1957 wurde der Sohn des Mitbegründers, Heinrich Reuschel, in den Kreis der Kommanditisten aufgekommen.

### 1960er
Ende 1962, nach Erreichen seines 70. Lebensjahres, wechselte der Komplementär Otto Schniewind in den Kreis der Kommanditisten. Heinrich Reuschel trat seine Nachfolge an.
1966 schaltete Reuschel & Co. als erstes Bankhaus Rundfunkwerbung und ging mit großflächigen Plakaten an der Münchner Tram eine neue Imagekampagne an. Der Slogan „Ein Münchner geht zur Reuschel-Bank“ wird geboren.
Ende der 60er Jahre schied Wilhelm Reuschel als Komplementär aus und nahm die Stelle des Vorsitzenden des Verwaltungsrates an. Eugen Neuvians gab seine Position als persönlich haftender Gesellschafter auf und verkaufte seine Anteile an Heinrich Reuschel.

### 1970er
Ende des Jahres 1970 trat die Dresdner Bank AG als Kommanditist ins Bankhaus ein. Wilhelm Reuschel wurde Ehrenvorsitzender des Verwaltungsrates.
Im Zuge des weiteren Wachstums wurde 1973 ein Anwesen in der Jungferntumstraße 2 erworben.
1977 erfolgte die Generalsanierung des Hauptsitzes Maximiliansplatz 13.
Heinrich Reuschel wechselte 1978 von der Geschäftsleitung als stellvertretender Vorsitzender in den Verwaltungsrat.

### 1980er
Im Herbst 1984 wurde das EDV-System auf Siemens–KORDOBA umgestellt, das im Folgejahr als Online-System an allen Geschäftsstellen eingerichtet wurde. Direktor des Bankhauses Reuschel & Co. war zu dieser Zeit der Industriekaufmann und zugleich als Geschäftsführer der VEUKA GmbH in München tätige Hans Czerwenka (* 1927).
Im Zuge des Wachstums (1988 überschritt die Bilanzsumme die Grenze von 3 Milliarden DM) wurde in Schwabing das Jugendstilhaus Friedrichstrasse 18 erworben. Die Sanierung, an der über 100 Mitarbeiter beteiligt waren, reichten bis in die 90er-Jahre hinein.

### 1990er
1990 erhielt Reuschel & Co. nach Beendigung der Sanierungsarbeiten der Friedrichstrasse 18 den Fassaden-Preis der Landeshauptstadt München. Im selben Jahr wurde der erste Geldautomat eingesetzt.
1991 starb Heinrich Reuschel im Alter von 69 Jahren.
Anfang 1992 übernahm Reuschel & Co. eine 74%ige Beteiligung an der Privatinvest Bank AG in Salzburg. Die Bilanzsumme kletterte bereits Ende 1991 über die 4-Milliarden-Grenze. Kurz darauf wurde das vorher noch gemietete Nachbargebäude Maximiliansplatz 15 erworben. Als Folge einer neuen Geschäftsstellenphilosophie fand in Haidhausen die erste Zweigstellenzusammenfassung statt.
1996 wurde die Schalterhalle am Maximiliansplatz 13 komplett umgebaut und modernisiert.

### 21. Jahrhundert

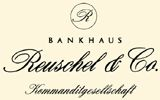
Logo bis 2007

Mit der Integration in die Dresdner Bank war ein Trend zu Internationalisierung und zur Erweiterung des Wirkungsgebietes vorgezeichnet.
Ab Anfang 2003 setzte Reuschel auf neue Strategien mit strukturierten Investmentprozessen. Der Weg führte weg von Investments in einzelne Aktien zu strategischem Portfoliomanagement, um ein deutlich strikteres Risikomanagement umsetzen zu können.
2007 führte die Bank eine Imagekampagne durch, die dem Bankhaus unter anderem eine neue Dachmarkenstrategie und damit ein neues Firmenlogo bescherte.
Durch die Übernahme der Dresdner Bank durch die Commerzbank war letztere Eigentümerin vom Bankhaus Reuschel geworden und konnte 2009 durch die Veräußerung des Bankhauses Reuschel an die Conrad Hinrich Donner Bank aus Hamburg einen weiteren Teil der EU-Auflagen erfüllen. Im Zuge des Verkaufs wurde im Oktober 2009 die Veräußerung der Privatinvest Bank an die Zürcher Kantonalbank (ZKB) bekannt gegeben.
Zum 1. Oktober 2010 wurde die Reuschel & Co. Kommanditgesellschaft mit ihrer Muttergesellschaft, der Donner & Reuschel Aktiengesellschaft, verschmolzen.

## Cash Group und Cashpool
Das Bankhaus war bis März 2010 Mitglied der Cash Group. Vom 1. März 2010 bis Anfang April 2010 war es Doppelmitglied der Cash Group und des Cashpools; seitdem war es Mitglied im Cashpool.

## Persönlich haftende Gesellschafter
Die letzten persönlich haftenden Gesellschafter vor der Verschmelzung zur Donner & Reuschel Bank waren Marcus Vitt (Sprecher), Laurenz Czempiel und Hans-Jürgen Steuber.